# 蜈蚣菌属
蜈蚣菌属為月形单孢菌目月形单孢菌科的一属厌氧革兰氏阴性螺旋状杆菌。不产芽胞。分离于牙周炎病人的牙龈损伤处。此属的模式种也是唯一种为牙周蜈蚣菌(Centipeda periodontii)。

## 下属物种
- 牙周蜈蚣菌 Centipeda periodontii Lai et al. 1983